# Anisophyllea globosa
Anisophyllea globosa là một loài thực vật]] thuộc họ Anisophylleaceae. Đây là loài đặc hữu của Malaysia.